# صفر توران
سفر طوران (بالتركية: Sefer Turan)؛ الكاتب والصحفي التركي، المنسق العام لقناة ت ر ت التركية، المستشار الرئيسي لرئيس الوزراء التركي رجب طيب أردوغان، ولد طوران عام 1962 في مدينة كهرمانمرعش بتركيا، أكمل دراسته الجامعية في القاهرة.

## عمله في الصحافة
عمل سفر طوران الذي يجيد اللغة العربية بطلاقة
والذي قضى أكثر من 10 أعوام متجولاً في البلاد العربية كمدير للأخبار الخارجية في قناة السبعة التركية، قدم برنامج الشرق والغرب في قناة -أولكه تي في- التركية، له العديد من الكتب والمقالات حول قضايا الشرق الأوسط والعالم الإسلامي حيث حاول أن يكون جسراً بين عالمي التركي والعربي.
غطى الصحفي سفر طوران كثير من الحروب الجارية في المنطقة من محله مثل الحروب الإسرائيلية على فلسطين والانتفاضة الثانية حيث تابع المستجدات في الساحة الفلسطينية منذ 1998، والحروب الإسرائيلية على لبنان وحرب أفغانستان والعراق. أجرى طوران العديد من اللقاءات مع كبار السياسيين في المنطقة.
شارك سفر طوران بتحليلاته السياسية في كثير من الفضائيات العربية مثل قناة الجزيرة الفضائية وبي بي سي عربي والفضائيات الأخرى مثل روسيا اليوم.
سفر طوران متزوج ولديه ثلاثة بنات.

## من مؤلفاته
- القدس - قلب التأريخ (2004).
- الرحلات (2006).
- مؤرخ العلوم الأستاذ فؤاد سزكين (2010).